# شركة الطاقة الصومالية
شركة الطاقة الصومالية (SECO) شركة طاقة خاصة مقرها في العاصمة الصومالية مقديشو، وهي متخصصة في توليد ونقل وتوزيع الطاقة الكهربائية للمقيمين والشركات داخل منطقة خدمتها في محافظة بنادر جنوب البلاد. وتُعتبر أكبر شركة للطاقة في البلاد، كما أنها تشارك في الابتكار الفني لأنظمة الطاقة والتكنولوجيا البيئية وأنظمة النقل.